# George M. Hendee

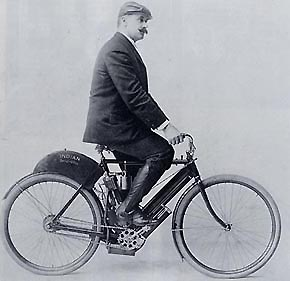
George Hendee in 1904

George Mallory Hendee (Watertown, 2 oktober 1866 - Suffield, 1943) was een van de oprichters van de "Hendee Mfg. Co", die later omgevormd zou worden tot het motorfietsmerk Indian.

## Wielrennen
George Hendee was vanaf zijn zestiende wielrenner. Hij won het Nationale "High Wheel" (Hoge bi) kampioenschap van de Verenigde Staten in 1886, waarbij hij een nieuw wereldrecord over zandwegen vestigde met een tijd van 2 minuten en 27,4 seconden over de halve mijl. Dit record hield tot 1892 stand. Hij was de eerste nationale kampioen van Amerika, waarbij hij 302 van de 309 races waaraan hij deelnam won.

## Hendee Mfg.
In 1892 stopte hij met wielrennen en in 1885 begon hij zijn eigen veiligheidsfietsen te produceren aan Taylor Street in Springfield (Massachusetts). De herenfietsen kregen de naam "Silver King" en de damesmodellen heetten "Silver Queen". In 1886 heette het bedrijf "Hendee & Nelson Manufacturing Company" en was het verhuisd naar Main Street. De firma ging failliet, maar Hendee kocht de hele inventaris en begon in 1898 een nieuw bedrijf in Worthington Street. Het bedrijfskapitaal was 5.000 dollar. De fietsen kregen nu de naam "American Indian", die al snel verkort werd tot "Indian". Hendee trad op als sponsor van een aantal wielrenners in de regio New England. Hij was echter niet tevreden met de in die tijd beschikbare "Pacers" (gangmaakmotoren), die dermate zwaar en traag waren, dat ze door de snelste wielrenners gewoon ingehaald werden. Carl Oscar Hedstrom had al in 1899 een eigen motorfiets gebouwd, een tandem-Pacer. Hij voegde zich in 1900 bij Hendee. Ze besloten na het succes van de Hedstrom tandem-pacer tijdens zijn eerste optreden in Madison Square Garden in 1901 motorfietsen in serie te gaan produceren.

## Indian motorfietsen
Toen Hendee en Hedstrom in januari 1901 partners werden, werd Hedstrom hoofdingenieur en ontwerper. Het eerste prototype werd gebouwd bij de Worcester Bicycle Manufacturing Company in Middletown (Connecticut) en op 10 mei 1901 werd de machine aan het publiek voorgesteld in Springfield. Hedstrom ging naar de Aurora Machine and Tool Co om de motor te verfijnen en om een contract af te sluiten voor de productie van de motorblokken. Men bouwde twee fabrieken in Springfield, de hoofdvestiging State Street en een smederij ("Hendeeville") in Oost Springfield. Hedstrom gaf leiding aan de ontwikkeling en de productie, terwijl Hendee door het land reisde om dealers en financiers te vinden. In 1912 was Hendee Mfg de grootste motorfietsfabrikant ter wereld. In 1913 bouwde men 32.000 motorfietsen. In de jaren twintig werd het bedrijf omgedoopt tot "Indian mfg. co.", maar toen was George Hendee al lang vertrokken.

## Vertrek bij Indian
In 1915 was namelijk een meningsverschil ontstaan met de raad van bestuur, waarop George Hendee ontslag had genomen als algemeen directeur. In 1916 vertrok hij helemaal uit het bedrijf. Hij was toen 49 jaar. Na zijn vertrek ging hij Guernsey runderen en Leghorn kippen fokken op zijn boerderij, Hilltop Farm in Suffield. Hij verkocht zijn landgoed in 1940 en vertrok naar een kleiner huis in Suffield waar hij in 1943 overleed.